# Evangelische Kirche (Hebel)

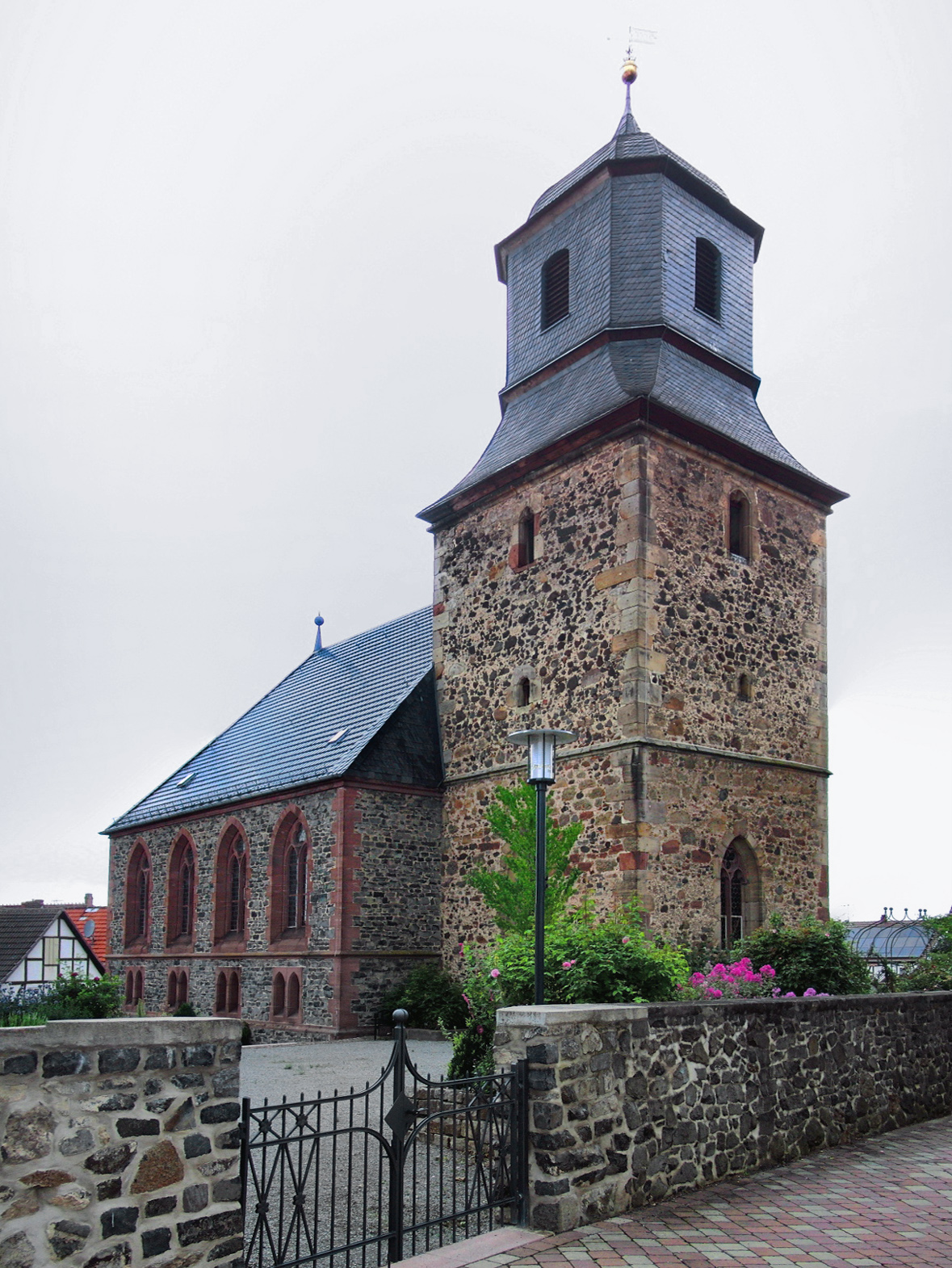
Evangelische Kirche in Hebel

Die Evangelische Kirche ist ein denkmalgeschütztes Kirchengebäude im Ortsteil Hebel der Gemeinde Wabern im Schwalm-Eder-Kreis (Hessen). Die Kirchengemeinde gehört zum Kirchenkreis Schwalm-Eder im Sprengel Marburg der Evangelischen Kirche von Kurhessen-Waldeck.

## Beschreibung
Der Chorturm stammt bereits aus dem Jahr 1523, was die Zahl im sterngewölbten Chor belegt. Seine schiefergedeckte Haube erhielt er erst um 1800. Hinter den Klangarkaden befindet sich der Glockenstuhl, in dem im Jahre 2008 drei neue Kirchenglocken aus Bronze aufgehängt wurden, da die Gussstahlglocken aus der Nachkriegszeit erste Risse bekamen. 
1885 wurde das Kirchenschiff im neugotischen Baustil erneuert, da das alte baufällig geworden war. 1964 wurde der mit einer Holzbalkendecke überspannte Innenraum renoviert. Dabei wurden alte Fresken freigelegt, die bis heute nicht entschlüsselt werden konnten. Die Kanzel stammt aus dem 16. Jahrhundert. Die Orgel hat Dieter Noeske gebaut.